# Francesco Petronelli
Francesco Petronelli (Lecce, 26 luglio 1880 – Trani, 16 giugno 1947) è stato un arcivescovo cattolico italiano.

## Biografia

### Carriera ecclesiastica
Venne ordinato sacerdote il 19 luglio 1903. Si laureò in Teologia nel 1908, nel 1915 fu nominato parroco della cattedrale di Lecce.
Fu nominato vescovo di Avellino tra il 18 e il 22 gennaio 1929. Ricevette l'ordinazione episcopale il 26 maggio 1929 dall'arcivescovo di Otranto Carmelo Patanè, co-consacranti i vescovi Oronzo Luciano Durante (vescovo di San Severo) e Adolfo Verrienti (vescovo titolare di Calinda). Si insediò tra il 28 luglio e il 10 settembre dello stesso anno.
Il 25 maggio 1939 fu nominato arcivescovo di Trani e Barletta ed amministratore apostolico di Bisceglie.

### La sventata fucilazione del 1943
Durante la seconda guerra mondiale, il monsignore balzò agli onori civili e militari per un episodio occorso nella sua sede episcopale. Il 18 settembre 1943, un commando nazista era in procinto di fucilare cinquanta cittadini tranesi in rappresaglia alla morte di cinque militari tedeschi; l'arcivescovo intervenne insieme a mons. Raffaele Perrone, suo vicario generale, per chiedere clemenza; quando questa fu negata, benedisse i morituri e si posizionò per essere fucilato insieme a loro. Il gesto dissuase i soldati tedeschi dall'eccidio. L'arcivescovo e il vicario vennero così insigniti della medaglia d'argento al valore militare da re Vittorio Emanuele III il 7 ottobre 1943.

### Morte
Morì il 16 giugno 1947. Secondo le cronache locali, la sua camera ardente vide un grande concorso di popolo, perché i fedeli volevano porgere l'ultimo saluto al cosiddetto "pastore buono".

## Altri riconoscimenti
Nella città di Trani gli sono stati intitolati un circolo didattico e una via.

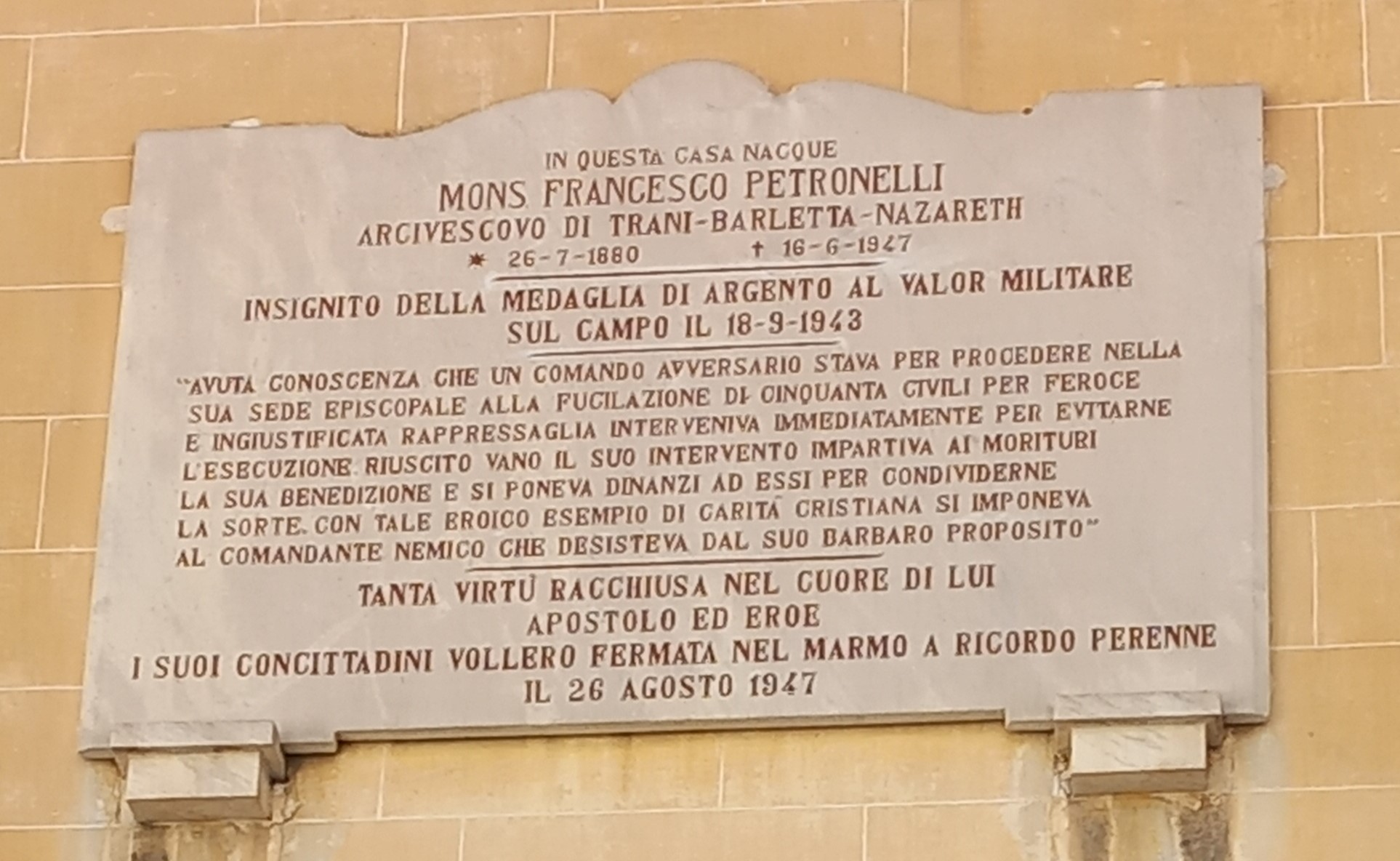
Lapide commemorativa

A Lecce, sua città natale, la casa in cui è nato è segnalata dal 26 agosto 1947 da una lapide di marmo che ne ricorda i meriti, e una limitrofa via del centro storico è stata intitolata al suo nome.

## Genealogia episcopale
La genealogia episcopale è:
- Cardinale Scipione Rebiba
- Cardinale Giulio Antonio Santori
- Cardinale Girolamo Bernerio, O.P.
- Arcivescovo Galeazzo Sanvitale
- Cardinale Ludovico Ludovisi
- Cardinale Luigi Caetani
- Cardinale Ulderico Carpegna
- Cardinale Paluzzo Paluzzi Altieri degli Albertoni
- Papa Benedetto XIII
- Papa Benedetto XIV
- Papa Clemente XIII
- Cardinale Enrico Benedetto Stuart
- Papa Leone XII
- Cardinale Chiarissimo Falconieri Mellini
- Cardinale Camillo Di Pietro
- Vescovo Gerlando Maria Genuardi
- Vescovo Giovanni Battista Arista
- Arcivescovo Carmelo Patanè
- Arcivescovo Francesco Petronelli